# Новопетропавловське
Новопетропа́вловське (рос. Новопетропавловское) — село у складі Далматовського району Курганської області, Росія. Адміністративний центр Новопетропавловської сільської ради.
Населення — 1158 осіб (2010, 1346 у 2002).
Національний склад станом на 2002 рік: росіяни — 91 %.